# Première chambre civile de la Cour de cassation française
La première chambre civile de la Cour de cassation française est une formation de cette juridiction particulièrement compétente en matière de droit des contrats, d'arbitrage, de droit international privé, de protection des consommateurs, de droit des personnes et de la famille

## Composition
La première chambre civile de la Cour de cassation française est composée de : 
- des magistrats du siège : le président Première chambre civile, le conseiller doyen de la Première chambre civile, les conseillers de la Première chambre civile et les conseillers référendaires de la Première chambre civile.
- des magistrats du ministère public : le premier avocat général de la Première chambre civile et les avocats généraux de la Première chambre civile.

## Compétence
Les attributions de la première chambre civile sont les suivantes :
- Agents immobiliers
- Arbitrage international et interne
- Assistance éducative
- Associations
- Contrats commerciaux lorsqu'une partie non commerçante a choisi la voie civile
- Contrats de mariage, régimes matrimoniaux, pactes civils de solidarité
- Coopératives agricoles et contrats d'intégration en agriculture
- Discipline des experts judiciaires (articles 24 et suivants du décret n° 2004-1463 du 23 décembre 2004)
- Discipline et responsabilité des avocats et officiers publics et ministériels et des conseils juridiques, sauf lorsque la responsabilité de ces derniers est mise en cause à l'occasion d'une activité de conseiller fiscal
- Dommages de guerre
- Droit des personnes et de la famille, à l’exception des pourvois portant sur les articles 9 et 9-1 du code civil - divorce et séparation de corps - pensions alimentaires et garde des mineurs
- Droit international privé
- Législation en matière de protection des consommateurs, à l’exception du surendettement des particuliers
- Prolongation du maintien des étrangers en rétention administrative ou en zone d’attente (articles L. 551-1-1 et suivants et articles L. 221-1 et suivants du code de l’entrée et du séjour des étrangers et du droit d’asile)
- Nationalité,
- Obligations et contrats civils, à l'exception des baux portant sur des immeubles et des ventes immobilières, ainsi que de la responsabilité des architectes, entrepreneurs et promoteurs
- Ordres professionnels et professions organisées en ce qui concerne leur organisation, leur fonctionnement et leur gestion, à l’exception des honoraires d’avocats
- Presse (diffamation, injure, respect de la vie privée et du droit à l’image, respect de la présomption d’innocence) (articles 9 et 9-1 du code civil)
- Prises à partie
- Propriété et droits réels mobiliers
- Propriété littéraire et artistique
- Rentes viagères entre particuliers
- Réquisitions
- Responsabilité contractuelle et notamment responsabilité du transporteur terrestre et aérien de personnes et responsabilité médicale
- Responsabilité des magistrats du corps judiciaire (article 11-1 modifié de l'ordonnance n° 58-1270 du 22 décembre 1958)
- Responsabilité du fait du fonctionnement défectueux du service de la justice (article L. 781-1 du code de l'organisation judiciaire)
- Séparation des pouvoirs
- Sociétés civiles professionnelles
- Spoliations
- Successions, donations, testaments, partages et liquidations